# Pittsburgh Slim
Pittsburgh Slim, geboren als Sied Chahrour, is een Amerikaanse rapper. Hij werd geboren als een zoon van een Algerijnse vader en een Mexicaanse moeder. Voor zijn solocarrière vergaarde de rapper bekendheid als een van de leden van de indie rapgroep Strict Flow.
- International Standard Name Identifier: 0000 0000 6180 1355
- Library of Congress Control Number: no2009098629
- MusicBrainz: 4d92d48b-9df3-454d-9fa3-8058e8400dbf
- Virtual International Authority File: 90583964
- WorldCat: E39PBJvRRg8QCMdmDGJyPvJdQq